# Llista de consellers generals d'Andorra (II Legislatura)

Resultats de les eleccions generals del 1997.
Unió Liberal: 16 consellers
Agrupament Nacional Democràtic: 6 consellers
Nova Democràcia: 2 consellers
Iniciativa Democràtica Nacional: 2 consellers
Unió Parroquial d'Ordino: 2 consellers

Aquesta és una llista dels consellers generals d'Andorra de la II legislatura (1997-2001). Els membres del Consell General d'Andorra van ser elegits en les eleccions generals del 1997. Al començament de legislatura es van constituir tres grups parlamentaris: el Liberal (18 consellers), el d'Agrupament Nacional Democràtic (6) i el mixt (amb dos consellers de Nova Democràcia i dos d'Iniciativa Democràtica Nacional).

## Consellers

### Sindicatura
|  | Nom                     | Grup parlamentari | Circumscripció | Legislatures anteriors | Inici mandat       | Fi mandat           | Càrrec                                                      |
|  | ----------------------- | ----------------- | -------------- | ---------------------- | ------------------ | ------------------- | ----------------------------------------------------------- |
|  | Francesc Areny Casal    | Liberal           | Nacional       |                        | 10 de març de 1997 | 13 de gener de 2001 | Síndic general                                              |
|  | Miquel Àlvarez Marfany  | Liberal           | Nacional       | I                      | 10 de març de 1997 | 13 de gener de 2001 | Subsíndic general                                           |
|  | Josep Àngel Mortés Pons | Liberal (UPd'O)   | Ordino         | I                      | 10 de març de 1997 | 13 de gener de 2001 | Secretari de la Sindicatura (a partir de l'octubre de 1998) |
|  | Enric Tarrado Vives     | AND               | Nacional       |                        | 10 de març de 1997 | 13 de gener de 2001 | Secretari de la Sindicatura                                 |

### Resta del Ple
|  | Nom                         | Grup parlamentari | Circumscripció      | Legislatures anteriors | Inici mandat           | Fi mandat              | Càrrec                                                 |
|  | --------------------------- | ----------------- | ------------------- | ---------------------- | ---------------------- | ---------------------- | ------------------------------------------------------ |
|  | Vicenç Alay Ferrer          | Mixt (IDN)        | Nacional            | I                      | 10 de març de 1997     | 13 de gener de 2001    |                                                        |
|  | Miquel Alís Font            | AND               | Encamp              |                        | 10 de març de 1997     | 13 de gener de 2001    |                                                        |
|  | Susagna Arasanz Serra       | Liberal           | Andorra la Vella    |                        | 10 de març de 1997     | 1 d'abril de 1997      |                                                        |
|  | Guillem Areny Argelich      | Liberal           | La Massana          |                        | 4 d'abril de 1997      | 13 de gener de 2001    |                                                        |
|  | Josep Areny Fité            | Liberal           | Canillo             | I                      | 10 de març de 1997     | 13 de gener de 2001    |                                                        |
|  | Modest Baró Moles           | Liberal           | La Massana          | I                      | 10 de març de 1997     | 13 de gener de 2001    |                                                        |
|  | Ladislau Baró Solà          | AND               | Nacional            |                        | 10 de març de 1997     | 13 de gener de 2001    |                                                        |
|  | Jaume Bartumeu Cassany      | Mixt (ND)         | Nacional            | I                      | 10 de març de 1997     | 13 de gener de 2001    |                                                        |
|  | Francesc Bonet Casas        | Liberal           | Nacional            |                        | 10 de març de 1997     | 13 de gener de 2001    |                                                        |
|  | Miquel Casal Casal          | Liberal           | Canillo             |                        | 10 de març de 1997     | 13 de gener de 2001    |                                                        |
|  | Narcís Casal de Fonsdeviela | AND               | Nacional            |                        | 10 de març de 1997     | 13 de gener de 2001    |                                                        |
|  | Pere Cervós Cardona         | Liberal           | Andorra la Vella    |                        | 10 de març de 1997     | 16 de setembre de 1998 | Secretari de la Sindicatura (fins al setembre de 1998) |
|  | Josep Dallerès Codina       | AND               | Encamp              | I                      | 10 de març de 1997     | 13 de gener de 2001    |                                                        |
|  | Simó Duró Coma              | Liberal (UPd'O)   | Ordino              |                        | 10 de març de 1997     | 13 de gener de 2001    |                                                        |
|  | Maria Rosa Ferrer Obiols    | Mixt (ND)         | Nacional            |                        | 10 de març de 1997     | 13 de gener de 2001    |                                                        |
|  | Marc Forné Molné            | Liberal           | Nacional            |                        | 10 de març de 1997     | 1 d'abril de 1997      |                                                        |
|  | Josep Garrallà Rossell      | Liberal           | La Massana          | I                      | 10 de març de 1997     | 1 d'abril de 1997      |                                                        |
|  | Agustí Marfany Puyoles      | Liberal           | Sant Julià de Lòria |                        | 10 de març de 1997     | 3 de novembre de 1999  |                                                        |
|  | Jaume Martí Mandicó         | Liberal           | Nacional            |                        | 4 d'abril de 1997      | 13 de gener de 2001    |                                                        |
|  | Antoni Martí Petit          | Liberal           | Escaldes-Engordany  | I                      | 10 de març de 1997     | 13 de gener de 2001    |                                                        |
|  | Vicenç Mateu Zamora         | Mixt (IDN)        | Nacional            | I                      | 10 de març de 1997     | 13 de gener de 2001    |                                                        |
|  | Francesc Mora Sagués        | Liberal           | Escaldes-Engordany  |                        | 4 d'abril de 1997      | 13 de gener de 2001    |                                                        |
|  | Agustí Morales Ramírez      | Liberal           | Sant Julià de Lòria |                        | 26 de novembre de 1999 | 13 de gener de 2001    |                                                        |
|  | Enric Palmitjavila Ribó     | Liberal           | Nacional            |                        | 10 de març de 1997     | 13 de gener de 2001    |                                                        |
|  | Marc Pintat Forné           | Liberal           | Sant Julià de Lòria |                        | 10 de març de 1997     | 13 de gener de 2001    |                                                        |
|  | Estanislau Sangrà Cardona   | Liberal           | Escaldes-Engordany  |                        | 10 de març de 1997     | 1 d'abril de 1997      |                                                        |
|  | Jordi Serra Malleu          | Liberal           | Nacional            |                        | 10 de març de 1997     | 13 de gener de 2001    |                                                        |
|  | Joan Tomàs Roca             | Liberal           | Andorra la Vella    |                        | 8 d'octubre de 1998    | 13 de gener de 2001    |                                                        |
|  | Jordi Torres Alís           | AND               | Nacional            |                        | 10 de març de 1997     | 13 de gener de 2001    |                                                        |
|  | Joan Verdú Marquilló        | Liberal           | Andorra la Vella    |                        | 4 d'abril de 1997      | 13 de gener de 2001    |                                                        |

### Substitucions
|  | Conseller substituït      | Grup    | Baixa     | Motiu                                                                                | Conseller substitut    | Grup    | Alta       |
|  | ------------------------- | ------- | --------- | ------------------------------------------------------------------------------------ | ---------------------- | ------- | ---------- |
|  | Marc Forné Molné          | Liberal | 1/4/1997  | Deixa vacant l'escó per haver estat elegit cap de Govern.                            | Jaume Martí Mandicó    | Liberal | 4/4/1997   |
|  | Estanislau Sangrà Cardona | Liberal | 1/4/1997  | Deixa vacant l'escó per haver estat nomenat ministre de la Presidència.              | Francesc Mora Sagués   | Liberal | 4/4/1997   |
|  | Josep Garrallà Rossell    | Liberal | 1/4/1997  | Deixa vacant l'escó per haver estat nomenat ministre d'Ordenament Territorial.       | Guillem Areny Argelich | Liberal | 4/4/1997   |
|  | Susagna Arasanz Serra     | Liberal | 1/4/1997  | Deixa vacant l'escó per haver estat nomenada ministra de Finances.                   | Joan Verdú Marquilló   | Liberal | 4/4/1997   |
|  | Pere Cervós Cardona       | Liberal | 16/9/1998 | Deixa vacant l'escó per haver estat nomenat ministre d'Educació, Joventut i Esports. | Joan Tomàs Roca        | Liberal | 8/10/1998  |
|  | Agustí Marfany Puyoles    | Liberal | 3/11/1999 | Renuncia a l'escó per a presentar-se a les eleccions comunals.                       | Agustí Morales Ramírez | Liberal | 26/11/1999 |